# Массовое убийство в Морумби
Ма́ссовое уби́йство в Морумби́ (порт.-браз. Massacre no Morumbi) — нападение, совершённое 3 ноября 1999 года в зале кинотеатра торгового центра Morumbi Shopping в Сан-Паулу, Бразилия. Во время показа фильма Дэвида Финчера «Бойцовский клуб» некий Матеуш да Кошта Мейра (порт. Mateus da Costa Meira), открыв стрельбу из пистолета-пулемёта MAC-11, убил трёх человек и ранил ещё четверых.
Первоначально да Кошта Мейра был приговорён к 120 с половиной годам тюремного заключения, позже срок был сокращён до 48 лет и 9 месяцев. В 2011 году после попытки убить другого заключённого он был переведён для содержания в психиатрическую больницу. В Бразилии он известен как «Стрелок в торговом центре» (atirador do shopping) и «Стрелок в кинотеатре» (atirador do cinema). Зал, в котором произошла стрельба, был навсегда закрыт.

## История
В ноябре 1999 года Матеуш да Кошта Мейра (родился 4 апреля 1975 года) проживал один в квартире в Сан-Паулу и обучался на медицинском факультете Санта-Каса-де-Сан-Паулу (FCMSCSP), он учился на шестом, последнем курсе, ему оставалось меньше месяца до выпуска. Матеуш происходил из богатой семьи; его отец был известным офтальмологом в Салвадоре, родном городе Матеуша, и регулярно посылал сыну деньги, позволявшие тому вести безбедную жизнь. Одни источники характеризуют его как застенчивого, замкнутого и апатичного юношу, с плохой успеваемостью и шизоидным расстройством личности, в то время как другие описывают его как мягкого, спокойного человека, который изменил своё поведение лишь за несколько месяцев до нападения (начал прогуливать занятия и завёл знакомства среди наркодилеров). Как сообщил Матеуш вскоре после своего ареста, он употреблял кокаин.
Матеуш любил видеоигры, особенно Duke Nukem 3D. Он владел обширной коллекцией нелегально скопированного программного обеспечения. Известно, что с января 1997 года он рассылал вирусы и порнографию пользователям интернет-провайдера Magiclink в Салвадоре. Матеуш получил лицензию на владение оружием, хранил у себя дома пистолет. Планируя нападение, он решил, что ему необходимо более мощное оружие, и незаконно приобрел у некоего Маркуша Паулу Алмейды душ Сантуша за 5000 реалов (около 2500 долларов США по курсу конца 1999 года) пистолет-пулемет MAC-11. Да Кошта Мейра рассказал полиции, что он нанял Сантуша на один месяц в качестве водителя, так как не знал, как водить машину с механической коробкой передач, которую ему предоставила страховая компания после аварии, в результате которой был уничтожен его Chrysler Neon с автоматической коробкой передач. Да Кошта Мейра также заявил, что планировал нападение в течение семи лет, а «Бойцовский клуб» выбрал по той причине, что ассоциировал себя с главным героем фильма, страдающим шизофренией.
Полиция, обнаружив в его квартире кокаин, крэк, оборудование для пиратского копирования компакт-дисков, а также боеприпасы, предъявила Да Кошта Мейру дополнительное обвинение в хранении наркотиков и фальсификации компакт-дисков.

## Ход событий
Да Кошта Мейра приехал вооружённым в Morumbi Shopping около 7 часов вечера 3 ноября 1999 года и около трёх часов бесцельно бродил по торговому центру. Около 22:10, примерно через 55 минут после начала показа фильма «Бойцовский клуб», Матеуш вошёл в зал номер 5 кинотеатра, в котором находилось около 30 зрителей. Он смотрел фильм в течение 15 минут, затем пошёл в туалет, где выстрелил в зеркало из MAC-11. Вернувшись в кинозал, он встал перед экраном и выстрелил в потолок, но это не напугало зрителей: они посчитали выстрел постановочным эффектом. Но после того, как Матеуш выстрелил в одну из стен, зрители испугались и начали прятаться за спинками кресел. После этого он открыл прицельный огонь по людям, в результате погибли трое зрителей. Когда Да Кошта Мейра попытался перезарядить пистолет-пулемёт, один из зрителей (Domingo Arjones) напал на него и обезоружил. Всего стрельба длилась около трёх минут и велась не очередями, а одиночными выстрелами.

## Жертвы
Погибших было трое (один пострадавший скончался на месте, ещё двое — в местных больницах):
- Эрме Луиза Ятоба Вадаш, 46 лет, сотрудница рекламного агентства[9][a].
- Фабиана Лобау Фрейташ, 25 лет, фотограф[9], работавшая в Музее современного искусства Университета Сан-Паулу. Она смотрела фильм со своим бойфрендом, кинопродюсером Карлошом Эдуарду Порту ди Оливейрой (26 лет), который был ранен при нападении[7].
- Жулиу Маурисиу Земайтиш, 29 лет, экономист[7][9].

Вскоре после ареста да Кошта Мейры его отец, Deolindo Vanderley Meira, принёс публичные извинения семьям погибших за действия своего сына.

## Суд и приговор
Пойманный на месте преступления, да Кошта Мейра был приговорён к ста двадцати с половиной годам тюремного заключения. Его защита утверждала, что Матеуша можно было только частично обвинить из-за его психических проблем, а также пыталась доказать, что он страдал галлюцинациями, слышал таинственные голоса, имел приступы агрессии, в дополнение к странному поведению, и на него повлияла игра Duke Nukem 3D, в которой есть сцена стрельбы внутри кинотеатра (в первой миссии, «Голливудский холокост», первого эпизода — LA Meltdown). Приговор впоследствии был сокращён до 48 лет и 9 месяцев Уголовной палатой Суда Сан-Паулу. Да Кошта Мейра оставался в тюрьме Карандиру до её закрытия в 2002 году, а затем был переведён в тюрьму в Тремембе. Позже, в 2009 году, он был переведён в тюрьму в Салвадоре по просьбе его семьи.
8 мая 2009 года да Кошта Мейра пытался ножницами убить сокамерника, 68-летнего испанца Франсиско Видаля Лопеса, из-за того, что тот включил телевизор на слишком большую громкость. Он предстал перед судом, но в 2011 году был оправдан, поскольку психиатры вынесли заключение о его невменяемости. Да Кошта Мейра был переведён в лечебно-исправительное учреждение в Салвадоре на неопределённый срок, где, по информации 2017 года, и продолжает оставаться.

## Комментарии
1. ↑  Её сердце, печень, почки и роговица были переданы для пересадки пациентам местной государственной больницы[7].